# Équipe de Bretagne de football
Ne doit pas être confondu avec Équipe de Bretagne de football (BFA), sélection professionnelle mise en place par une association indépendante de la FFF, et non par la Ligue de Bretagne
 (juin 2017).
Si vous disposez d'ouvrages ou d'articles de référence ou si vous connaissez des sites web de qualité traitant du thème abordé ici, merci de compléter l'article en donnant les références utiles à sa vérifiabilité et en les liant à la section « Notes et références ».
L'équipe de Bretagne de football est une sélection représentant la Ligue de Bretagne de football, constituée de joueurs évoluant dans un club prenant part aux championnats de la Ligue de Bretagne.
L'équipe est créée en 1918 sous le nom équipe de l'Ouest, la Ligue de Bretagne s'appelant Ligue de l'Ouest jusqu'en 1990. Les joueurs qui la constituent ne sont pas nécessairement bretons. L'équipe de Bretagne dispute la Coupe des Régions de l'UEFA. Elle porte les couleurs de la LBF, bleu et blanc, et est affiliée comme un club à la Fédération française de football, sous le numéro 7700.

## Critères actuels de sélection
Les joueurs seniors,  pour être sélectionnables, doivent répondre aux critères suivants : (1) être de nationalité française, (2) évoluer en équipe 1 de niveau Division d'Honneur, maximum (sauf si « [..] un joueur licencié d’un club évoluant en CFA 2 peut participer à une rencontre de la Coupe des Régions - phase nationale - s’il avait déjà pris part à un match de la première phase de cette épreuve alors que ce même club évoluait en division d’honneur » selon un courrier de la Ligue de Football Amateur du 19 octobre 2007, adressé aux présidents de ligues régionales), (3) ne pas avoir été sous contrat professionnel et (4) ne pas avoir signé de contrat de stagiaire professionnel.

## Historiques

### Les origines: l'équipe de Bretagne du comité de Bretagne de l'USFSA
Dès 1911, l'USFSA met en place une compétition régionale, ancêtre de la Coupe des provinces françaises. L'équipe de Bretagne (couvrant les départements bretons et de l'Ouest de la France) s'impose à Paris en demi-finale face à la sélection USFSA de Paris (3-1) en demi-finale avant de remporter ce trophée en battant le Languedoc en finale le 26 février 1911, à nouveau par 3-1 (buts de Hamon, Peter et Gueguen pour la Bretagne). Sept joueurs de l'US Servannaise et quatre du Stade rennais composaient cette équipe de Bretagne victorieuse, avec comme composition : Bard (Stade Rennais) - Peter (Saint-Servan), Forest (Saint-Servan) - Gorge (Saint-Servan), Pottier (Stade Rennais), Cadoret (Saint-Servan) - Chevallier (Saint-Servan), Ory (Stade Rennais), Hamon (Stade Rennais), Gueguen (Saint-Servan), Laurent (Saint-Servan).

### Équipe de l'Ouest de la Ligue de l'Ouest
Dès sa création en 1918, la Ligue de l'Ouest de Football Association (LOFA) mit sur pied l'équipe de l'Ouest, une sélection de joueurs seniors destinée à disputer la Coupe des Provinces de France, qu'elle remportera en 1922. Elle faisait appel à des joueurs licenciés en Bretagne et dans des clubs de l'ouest de la France. Ainsi, des Bretons et des Français jouèrent pour la LOFA, mais aussi des Autrichiens, Allemands, Hongrois, etc., ce qui fut le cas notamment avec les joueurs du Stade rennais Walter Kaiser et Franz Pleyer. 
En 1922, la sélection de la LOFA se qualifie pour la finale nationale de la Coupe des Provinces, alors appelée le Challenge du Matin, en battant l'Ile de France, 8-2 à Laval. Le 14 mai 1922 à Paris, la LOFA, avec une sélection expérimentée emmenée par l'international brestois Robert Coat, remporte le titre en battant le Sud-Est de la France sur le score de 4-1 (buts de Fauchet et Chacun et deux buts de Ebrard), avec comme composition Le Vergos (Stade Quimpérois) - Coat (Armoricaine Brest), Barillet (Saint-Servan) - Guillory (Saint-Servan), Hugues (Stade Rennais), P. Gastiger (Stade Rennais) - Legangnoux (Saint-Servan), Chacun (CS Rennes), Fuachet (Saint-Servan), Ebrard (Saint-Servan), Jagu (Cadets de Bretagne Rennes).
À partir de 1932 (date d'instauration du professionnalisme en France), et jusqu'en 1945, elle put aussi sélectionner des professionnels. Durant cette période, l'équipe de l'Ouest rencontre aussi le Luxembourg, en 1922, 1923 (aller et retour), 1924, 1925 et 1939 mais également la Norvège, le 1er novembre 1923 à Rennes. Après la Seconde Guerre mondiale, la Ligue de l'Ouest n'a statutairement plus aucun pouvoir de sélectionner des joueurs professionnels, idem pour l'actuelle Ligue de Bretagne.
En 1975, après avoir gagné un groupe composant l'Atlantique, le Centre-Ouest et la Normandie, la Ligue de l'Ouest se qualifie pour la finale de la Coupe des Ligues en battant le Nord-Est 1-0 à Perros-Guirec, après prolongations (but du redonnais Garnier à la 100e minute). La finale a lieu à Guingamp le 25 mai 1975 : la Ligue de l'Ouest s'impose 2-0, grâce à des réalisations de Vincent Thollé (34e) et Patrick Garnier (81e minute), avec comme composition Le Blevec (SM Douarnenez) - Lucas (Penmarc'h), Schmitt (Guingamp), Séradin (CO St-Brieuc), D. Salvi (Perros) - P. David (Véloce Vannes), Le Coz (Guingamp), P. Le Goff (Guingamp) - Thollé (US Quimperlé), Garnier (USSC Redon), Cadoret (UCK Vannes), puis Gall (SM Douarnenez).

### L'équipe de l'Ouest devient l'équipe de Bretagne
Aujourd'hui, la sélection de Bretagne (c'est son nom depuis le 16 juin 1990 et le changement d'appellation de la Ligue elle-même) ne concerne également que les amateurs des clubs de la Ligue de Bretagne. La sélection de Bretagne amateurs dispute la Coupe des Régions de l'UEFA, qui se joue à l'échelle française puis, en cas de qualification, à un niveau effectivement européen. Les joueurs sélectionnés ne sont pas nécessairement bretons, ne doivent pas être d'un niveau supérieur à la Division d'Honneur et ne pas être membre de l'équipe réserve d'un club dont l'équipe fanion joue au-dessus de la Division d'Honneur. 
La sélection de Bretagne est finaliste de la compétition française de la Coupe des Régions de l'UEFA en 2000 contre la Méditerranée, en 2002 contre le Maine et en 2004 contre le Nord-Pas-de-Calais . Son sélectionneur est Gérard Bousquet, Conseiller Technique Régional (CTR) de la Ligue de Bretagne.

#### VIeCoupe UEFA des Régions (2009)
- 1er tour

11 novembre 2007 : Centre 1-1 Bretagne (2-4 aux tirs au but)

8 avril 2007 : Bretagne 1-0 Centre-Ouest 
- 1/4 de finale

1er novembre 2007 : Midi-Pyrénées 0-2 Bretagne
- 1/2 finale

23 mars 2008 : Bretagne 0-0 Atlantique (3-4 aux tirs au but)

#### VIIeCoupe UEFA des Régions (2011)
- 1er tour

15 mars 2009 : Bretagne 3-3 Centre-Ouest

12 avril 2009 : Basse-Normandie 1-2 Bretagne
- 1/4 de finale

11 novembre 2009 : Bretagne 5-0 Champagne-Ardenne 
- 1/2 finale

4 avril 2010 : Nord-Pas-de-Calais 3-1 Bretagne

### Équipes de jeunes
Le même mode de sélection existe pour les catégories de jeunes sans, cette fois-ci, de critère de limitation au niveau de la division. Ces sélections de jeunes ne participent qu'aux coupes nationales et parfois à des tournois. 
Une sélection de Bretagne juniors de la Ligue de Bretagne participa aussi à une compétition internationale, le tournoi interceltique juniors de Lorient, entre 1974 et 1983. Cette dernière année, sous la direction de l'entraîneur lorientais Michel Le Calloc'h, la sélection bretonne s'inclina en finale face à une sélection galicienne entièrement composée de joueurs du Celta de Vigo. 
Par contre, en 1988, la sélection de la Ligue de l'Ouest cadets, emmenée par Jean-Marc et Stéphane Carnot remportait l'Eurofoot U-17 de Saint-Brieuc devant le Real Madrid. L'une des pages les plus glorieuses de cette sélection de la Ligue de Bretagne U-17 (Cadets) reste sa victoire sur l'équipe nationale de Norvège en finale de cet Eurofoot Cadets de Saint-Brieuc en 1992.

## Palmarès
- Coupe FFF des Provinces : 1922.
- Coupe FFF des Ligues : 1975.
- Coupe UEFA des Régions (phase nationale) : Finaliste en 2000, 2002 et 2004.
- Coupe nationale des 15 ans (depuis 1945) : néant.
- Coupe nationale des 14 ans (depuis 1975), renommée Coupe nationale U15 en 2009 : 1988, 1991, 2012[2].
- Eurofoot U17 de Saint-Brieuc (1989-1993) : 1988, 1992.
- Tournoi U-17/U-16 de Saint-Malo (1970-1988) : 1970.